# William Calhoun
William "Will" Calhoun, (Bronx, Nova York, 22 de julho de 1964), é um baterista americano, integrante da banda Living Colour.